# Max Mairich
Max Mairich (* 8. April 1910 in Imhausen, heute zu Windeck; † 5. Januar 1990 in München) war ein deutscher Schauspieler.

Max Mairich, 1929

## Leben
Er begann seine Bühnenlaufbahn 1930 am Städtischen Theater in Leipzig. 1932 kam er an das Theater der Stadt Heidelberg, wo er bis 1937 zum Ensemble gehörte. 1938 bis 1940 war er am Theater Baden-Baden tätig, ab 1941 spielte er am Staatstheater Stuttgart.
Nach Ende des Zweiten Weltkrieges trat er 1945 ein Engagement am Düsseldorfer Schauspielhaus an, danach arbeitete er von 1962 bis 1983 am Bayerischen Staatsschauspiel in München. Rollen dort waren unter anderem Oberst Kottwitz in Prinz Friedrich von Homburg (1963/64) und der Narr in Was ihr wollt (1969/70).
Nach einigen Filmrollen wirkte Mairich in zahlreichen Fernsehspielen, insbesondere Literaturverfilmungen und Serien mit. In der Krimi-Komödie Hoopers letzte Jagd übernahm er die Titelrolle des Chief-Superintendenten James Hooper. Dauerrollen hatte er in den Serien Der kleine Doktor (1974) und Lobster (1976), wo er jeweils einen Kommissar darstellte. Als Hörspielsprecher war der Bayerische Staatsschauspieler an der achtteiligen Serie Die Experten (1980 und 1982) beteiligt.
Seine Grabstätte befindet sich auf dem Neuen Friedhof von Tutzing, Landkreis Starnberg.

## Filmografie
- 1949: Mordprozess Dr. Jordan
- 1952: Oh, du lieber Fridolin
- 1955: Apoll von Bellac
- 1955: Feuerwerk
- 1955: 08/15 in der Heimat
- 1958: Besuch aus der Zone
- 1958: … und nichts als die Wahrheit
- 1959: Menschen im Netz
- 1960: Die Reise des Simon Feder
- 1961: Der Teufel ist los
- 1961: Die Nashörner
- 1961: Knock Out – Eine keineswegs unglaubliche Geschichte
- 1962: Marke Lohengrin
- 1962: Lockende Tiefe
- 1962: Geisterkomödie
- 1962: Barras heute
- 1963: Zweierlei Maß
- 1963: Candida
- 1963: Die Nacht der Schrecken
- 1964: Tim Frazer – Der Fall Salinger (Durbridge-Mehrteiler)
- 1964: Tote ohne Begräbnis
- 1967: Lord Arthur Saviles Verbrechen
- 1967: Moral
- 1968: Der Tod des Handlungsreisenden
- 1969: Ende eines Leichtgewichts
- 1969: Der Vetter Basilio (Fernsehzweiteiler)
- 1969: Unser Doktor ist der Beste
- 1970: Die 13 Monate
- 1970: Mein Freund Harvey
- 1970: Jedermann
- 1970: Eröffnung des indischen Zeitalters
- 1970: Ende der Vorstellung 24 Uhr
- 1970: Schmetterlinge weinen nicht
- 1971: Der Kommissar: Die Anhalterin
- 1971: Oliver
- 1972: Hoopers letzte Jagd
- 1972: Tatort: Wenn Steine sprechen
- 1974: Der kleine Doktor (Serie, 11 Folgen)
- 1974: Tatort: Acht Jahre später
- 1975: Berlinger
- 1975: Derrick: Pfandhaus
- 1976: Lobster (Serie, 5 Folgen)
- 1977: Der Zamperlfänger (Serie Polizeiinspektion 1)
- 1978: Der Alte: Die Rache
- 1979: Wunder einer Nacht
- 1983: Derrick: Die Schrecken der Nacht
- 1983: Polizeiinspektion 1: Das Jubiläum
- 1984: Zinsen des Ruhms
- 1984: Der Alte: Reihe 7 Grab 11

## Hörspiele (Auswahl)
- 1948: Wolfdietrich Schnurre: Man sollte dagegen sein! (Karl) – Regie: Oskar Nitschke (Hörspiel – SDR)
- 1949: Max Kommerell: Das verbesserte Biribi (Zauberer) – Regie: Helmut Jedele (Hörspiel – SDR)
- 1950: Otto Heinrich Kühner: Das Funkstudio: Die Übungspatrone (3. Soldat) – Regie: Helmut Jedele (Original-Hörspiel – SDR)
- 1950: Wolfgang Lohmeyer: Arzt wider das Gesetz (Dr. Hakel) – Regie: Paul Land (Hörspiel – SDR)
- 1950: Albert Camus: Belagerungszustand – Regie: Erich-Fritz Brücklmeier (Hörspiel – SDR)
- 1950: André Gide/Jean-Louis Barrault: Der Prozeß – Regie: Cläre Schimmel (Hörspiel – SDR)
- 1961: Georges Simenon: Maigret und der gelbe Hund. Bearbeitung: Gert Westphal. Regie: Heinz-Günter Stamm (BR) Der Audio Verlag 2005. ISBN 978-3898133906.
- 1969: Dylan Thomas: Unter dem Milchwald (Mr. Beynon) – Regie: Raoul Wolfgang Schnell (Original-Hörspiel – BR/WDR)
- 1976: Kurt Klinger: Der goldene Käfig – Regie: Ferry Bauer (Hörspielbearbeitung – ORF Oberösterreich)